# Choroba De Vivo
Choroba De Vivo (ang. De Vivo disease) – choroba genetyczna o dziedziczeniu autosomalnym dominującym, spowodowana mutacją w genie kodującym białko transportera glukozy GLUT1. Na obraz choroby składają się drgawki, ataksja, mikrocefalia, opóźnienie umysłowe. Glikemia w osoczu jest prawidłowa, ale nieprawidłowo niskie są wartości glikemii w płynie mózgowo-rdzeniowym (hypoglycorrhachia). Zespół opisali De Vivo i wsp. w 1991 roku na łamach „New England Journal of Medicine”.